# Cordulegastroidea
Cordulegastroidea Hagen, 1875 è una superfamiglia di insetti appartenenti all'ordine degli Odonati (più popolarmente impropriamente chiamate libellule).
Il più antico membro fossile conosciuto a lei ascritto è la famiglia Araripechlorogomphidae (contenente solo Araripechlorogomphus muratai Bechly & Ueda, 2002) dal tardo Aptiano del Brasile, che alcuni studi correlano ai Chlorogomphidae.

## Descrizione

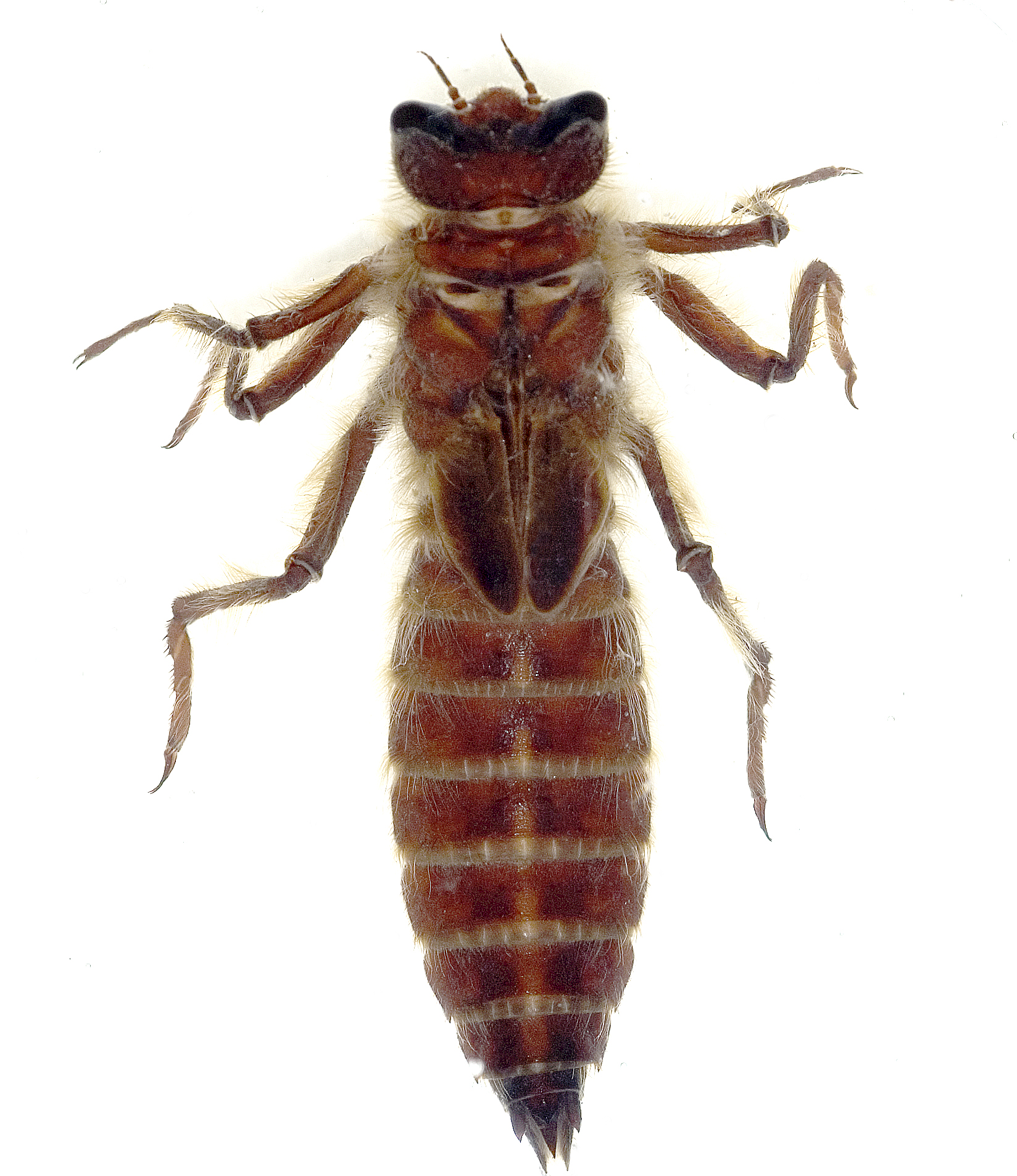
Larva di Neopetalia punctata.

L'aspetto è quello tipico degli Odonati Anisotteri, nello stadio larvale con corpi corti e larghi mentre in quello adulto ampiamente riconoscibili principalmente per il lungo addome, formato da segmenti ben riconoscibili, la testa dotata di grandi occhi composti e di antenne molto corte, e per le due paia di ali fitte di venature con le postieriori, differentemente dagli Zygoptera, più larghe e sviluppate rispetto a quelle anteriori.

## Distribuzione e habitat
Il loro habitat ideale è nei pressi di laghi, stagni, fiumi, ruscelli e in genere zone acquitrinose e paludose anche se, grazie all'apparato alare più sviluppato, possono allontanarsi anche di diversi chilometri.

## Tassonomia
Nella superfamiglia sono classificati le seguenti tre famiglie:
- Chlorogomphidae Needham, 1903 (3 generi, 47 specie)
- Cordulegastridae Hagen, 1875 (3 generi, 46 specie)
- Neopetaliidae Tillyard & Fraser, 1940 (monospecifico, un genere, una specie)